# Рейс 93 (фильм, 2006)
«Рейс 93» (англ. Flight 93) — драма американского кинорежиссёра Питера Маркла, в основе которой лежит трагическая история захвата террористами самолёта рейса United Airlines Flight 93 во время террористической атаки 11 сентября 2001 года.

## Сюжет
Фильм рассказывает историю, случившуюся 11 сентября 2001 года с последним из четырёх самолетов, угнанных террористами в США. Картина в подробностях восстанавливает хронологию происшествий на борту рейса 93 авиакомпании «Юнайтед Эйрлайнс».

## В ролях
| Актёр             | Роль                                |
| ----------------- | ----------------------------------- |
| Джеффри Нордлинг  | Том Барнетт                         |
| Бреннан Эллиотт   | Тодд Бимер                          |
| Кендалл Кросс     | Дина Барнетт                        |
| Тай Олссон        | Марк Бингем                         |
| Моннаи Майкл      | Лиза Джефферсон                     |
| Колин Глейзер     | Джереми Глик                        |
| Эйприл Телек      | Лиз Глик                            |
| Лора Меннелл      | Элизабет Вейнио                     |
| Гвинит Уолш       | Эстер Хейман                        |
| Жаклин Энн Стюарт | Лорен Грандколас                    |
| Мэрилин Норри     | мать Марка Бингема Элис Хоглан      |
| Доминик Рейнс     | террорист-угонщик Зияд Джаррах      |
| Зак Сантьяго      | террорист-угонщик Ахмед аль-Хазнави |
| Адам Хэррингтон   | пилот истребителя F-16 «Дикси»      |
| Бэрри Леви        | капитан Джейсон Даль                |
| Биски Гугуше      | второй пилот Лерой У. Хомер-младший |
| Майкл Адамтуэйт   | майор американской армии            |

## Номинации и награды
- 2006 — «Прайм-тайм премия «Эмми»» в категории «Outstanding Sound Editing for a Miniseries, Movie or a Special».
- 2006 — 5 номинаций на «Прайм-тайм премия «Эмми»» в категориях «Outstanding Directing for a Miniseries, Movie or a Dramatic Special», «Outstanding Made for Television Movie», «Outstanding Single-Camera Picture Editing for a Miniseries or a Movie», «Outstanding Single-Camera Sound Mixing for a Miniseries or a Movie», «Outstanding Writing for a Miniseries, Movie or a Dramatic Special».